# النشيد الوطني الباكستاني
البركة في الأرض المقدسة (بالأردية: پاک سرزمین شاد باد) هو النشيد الوطني الباكستاني.

## التاريخ
كان الباكستانيون يكتفون بترديد كلمات أغنية «باكستان ازادي» أي الحرية لباكستان ولكن مؤسس باكستان محمد علي جناح أقر بضرورة ان يكون لباكستان نشيد وطني فطلب من شاعر هندوسي يدعى آزاد تأليف نشيد وطني لباكستان اراد جناح من وراء اختياره شاعر غير مسلم
تعزيز الوحدة الوطنية لأبناء باكستان بمختلف أعماقهم وديانتهم خمسة أيام فقط كانت كافية للشاعر لإنجاز المهمة وبعد أيام قليلة بدأت الإذاعات الباكستانية تردد النشيد الجديد في كل مكان ولكن النشيد لم يتلقَ إعجاب الكثير من الباكستانيين فقد زال النشيد بعد 18 شهراً من تأليفه ثم أعلنت الحكومة عن جائزة 5 آلاف روبية للشاعر الذي يألف نشيداً وطنياً جديداً يلقى قبولاً في لجنة التحكيم بالمسابقة و 5 آلاف روبية أخرى للموسيقار الذي يلحن لحناً مميزا للنشيد الجديد ورغم الروبيات المعلن عنها إلا أن الشعراء تأخرو كثيراً حتى ظهر النشيد الجديد في أغسطس 1954 وكان من تأليف الشاعر حفيظ جالندهري وتلحين الموسيقار أحمد غلام

## الكلمات
اللغة العربية
- البركة في الأرضَ المقدّسةَ
- الرخاء في الأرض المعطاءَ
- رمز العزيمةِ والأباء
- أرض باكستان!
- حصن الإيمانِ
- أرضنا المقدسة كنظام
- قوة وأخوة وسلام
- أمة، بلاد، ولاية
- مجد للأبد
- بقاء قدسيتك عهد
- علم النجمة والهلال
- يقودنا للرقي والكمالِ
- ترجمان ماضينا
- مجد حاضرنا
- إلهام مستقبلِنا
- باسم الله.. ذو الجلال

اللغة الإنجليزية
- Blessed be the sacred land
- Happy be the bounteous realm
- Symbol of high resolve
- Land of Pakistan!
- Blessed be thou, citadel of faith
- The order of this sacred land
- Is the might of the brotherhood of the people
- May the nation, the country, and the state
- Shine in glory everlasting!
- Blessed be the goal of our ambition
- This flag of the crescent and star
- Leads the way to progress and perfection
- Interpreter of our past, glory of our present
- Inspiration of our future
- Symbol of God, owner of glory and might

اللغة الأردية
- پاک سرزمین شاد باد
- كشور حسين شاد باد
- تو نشان عزم علیشان
- ! ارض پاکستان
- مرکز یقین شاد باد
- پاک سرزمین کا نظام
- قوت اخوت عوام
- قوم، ملک، سلطنت
- ! پائندہ تابندہ باد
- شاد باد منزل مراد
- پرچم ستارہ وہلال
- رہبر ترقی وکمال
- ترجمان ماضی شان حال
- ! جان استقبال
- سایۂ خدائے ذوالجلال